# Юн Сок Йол
В това корейско име фамилията е Юн.
Юн Сок Йол (на корейски: 윤석열) е южнокорейски политик, 13-ият президент на страната (2022-2025).

## Биография
Юн Сок Йол е роден в Сеул на 18 декември 1960 г. Завършва право в Сеулския университет. Освободен е от задължителната военна служба през 1982 г. поради анизометропия. Юн Сок Йол няма и шофьорска книжка заради това състояние.
На 12 юли 2021 г. политикът се записва за участие в президентските избори като независим кандидат. На проведените на 9 март 2022 г. избори печели с 48,56%.
След неуспешен опит от 3 декември 2024 година да въведе военно положение в страната, парламентът временно го отстранява от длъжност на 14 декември 2024 година, като функциите му са поети от министър-председателя Хан Док Су в очакване на окончателно решение на Конституционния съд за отстраняването му.